# Fluierar de munte
Fluierarul de munte (Actitis hypoleucos) o pasăre de mărime medie, este unul dintre cei mai răspândiți fluierari din România.
El preferă aproape orice habitat, fiind găsit preponderent în zone umede aflate la altitudini cuprinse între 400-1200 m. Colonii mici se găsesc și în Câmpia de Vest, de-a lungul Dunării și în Deltă. pot fi găsite perechi cuibăritoare  chiar și în zona Moldovei, Câmpiei Române, sud-estul Transilvaniei, Maramureșului Istoric și Podișul Dobrogei.
Hrana constă în nevertebrate, uneori chiar și semințe, ierburi sau fructe.
În caz de pericol se adună în mici stoluri care zboară la înălțime mică și cântând puternic.